# Teatro Bolshói (Moscú)
El Teatro Bolshói (en ruso: Большо́й теа́тр, tr. Bol'shoy teatr,  [bʌlʲ 'ʃɔj tʲɪ'atr], literalmente Gran Teatro) es un histórico teatro de ópera de Moscú (Rusia), diseñado originalmente por el arquitecto Osip Bové. Antes de la Revolución de Octubre, formaba parte de los Teatros Imperiales del Imperio ruso, junto con el Teatro Maly (Pequeño Teatro) de Moscú y algunos teatros de San Petersburgo (Teatro del Hermitage; Teatro Bolshói Kamenny, más tarde Teatro Mariinski; y otros).
El Ballet Bolshoi y la Ópera Bolshói se encuentran entre las compañías de ballet y ópera más antiguas y conocidas del mundo. Es, con diferencia, la mayor compañía de ballet del mundo, con más de 200 bailarines. El teatro es la empresa matriz de la Academia de Ballet Bolshói, una destacada escuela de ballet. Tiene una sucursal en la Escuela del Teatro Bolshoi de Joinville (Brasil).
El edificio principal del teatro, reconstruido y renovado varias veces a lo largo de su historia, es un monumento emblemático de Moscú y Rusia (su icónica fachada neoclásica aparece en el billete ruso de 100 rublos). El 28 de octubre de 2011, el Bolshói reabrió sus puertas tras una extensa renovación de seis años. El coste oficial de la renovación es de 21.000 millones de rublos (688 millones de dólares). Sin embargo, otras autoridades rusas y otras personas relacionadas con ella afirmaron que se gastó mucho más dinero público. La renovación incluyó la restauración de la acústica a la calidad original (que se había perdido durante la era soviética), así como la restauración de la decoración imperial original del Bolshói.
En la actualidad, el Teatro Bolshói está sometido a sanciones de Estados Unidos y la UE, que le prohíben actuar en esos países.

## Historia

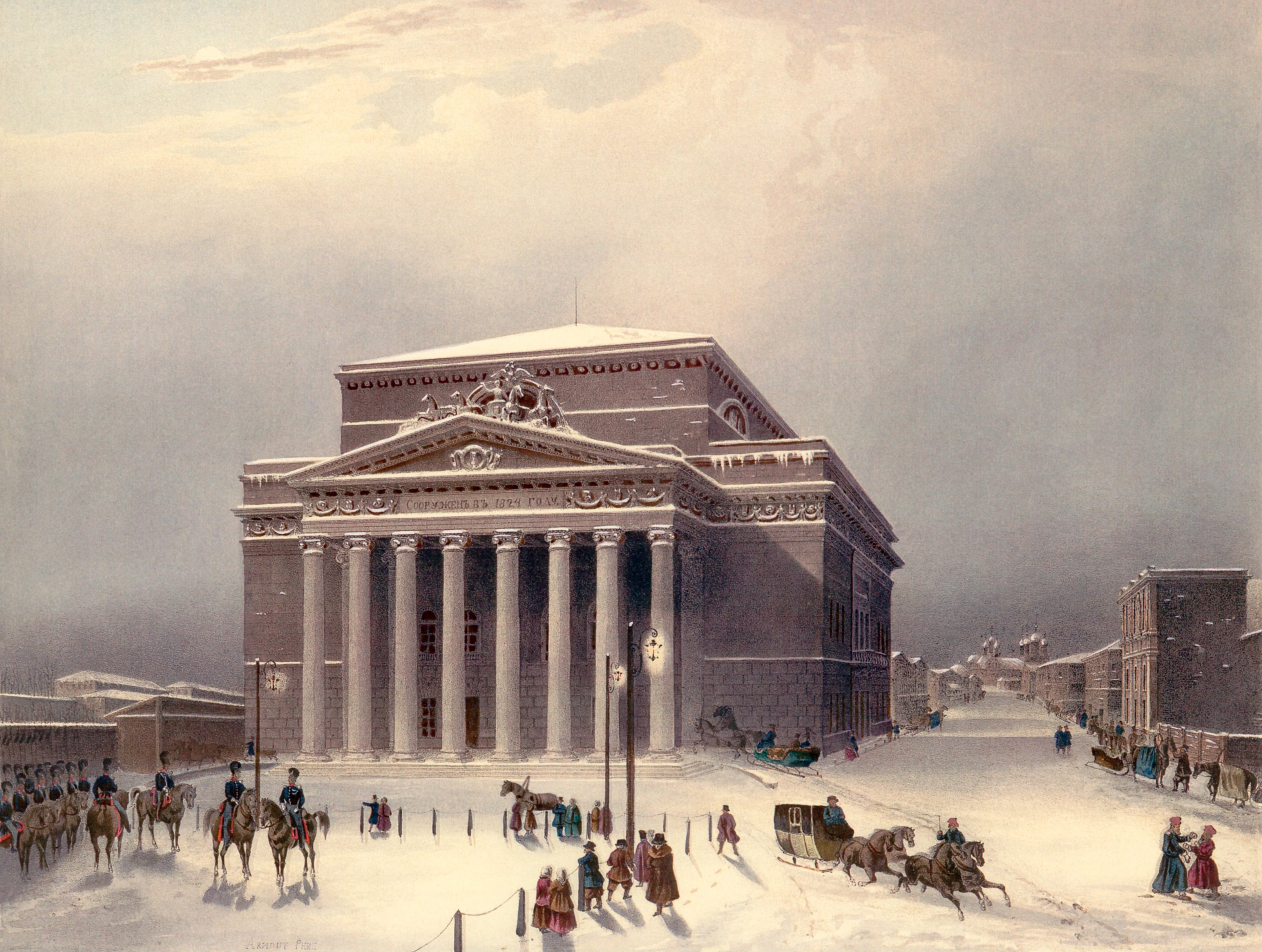
El antiguo Teatro Bolshói a comienzos del

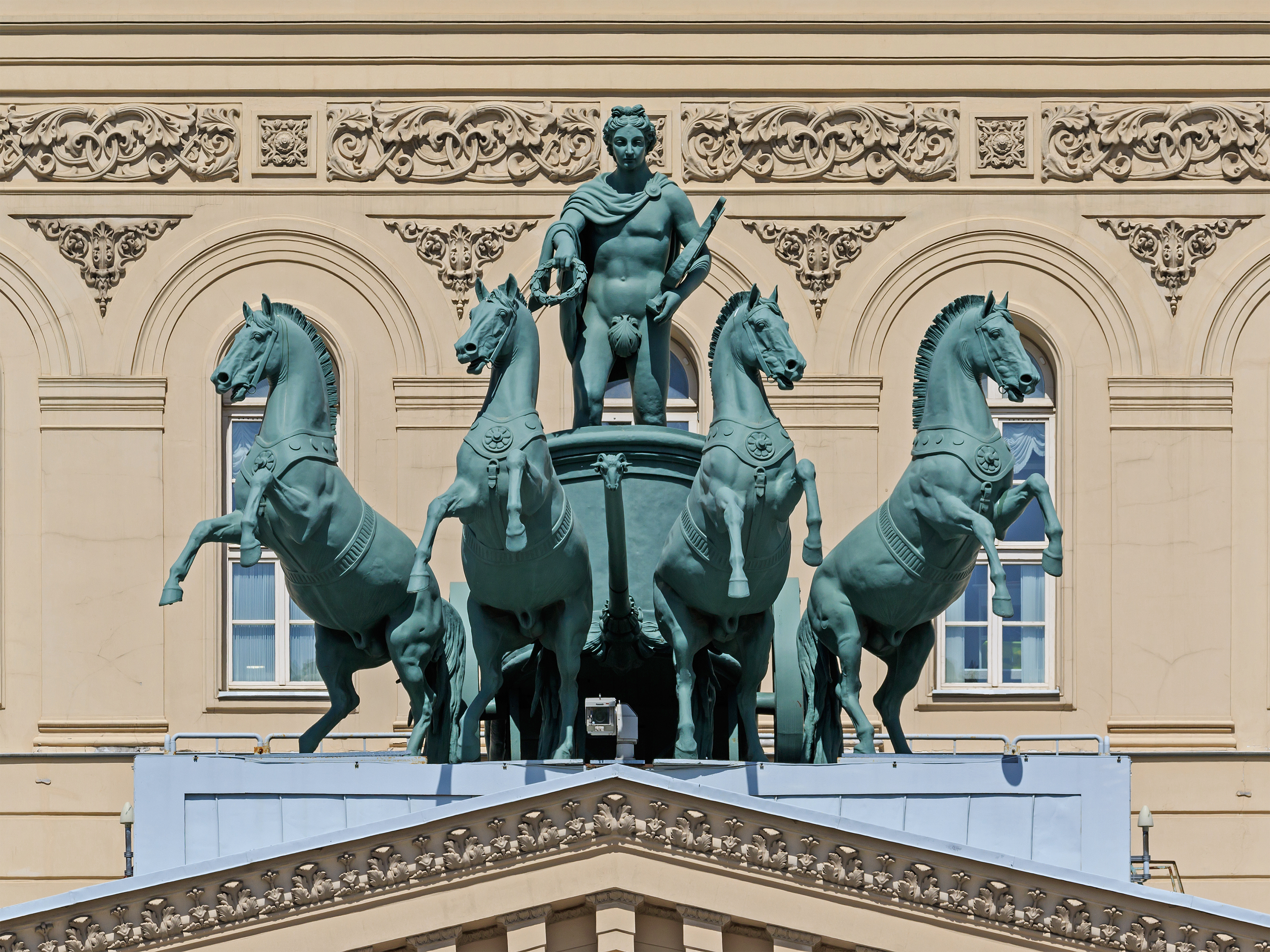
La cuadriga de la fachada fue realizada por Peter Clodt von Jürgensburg

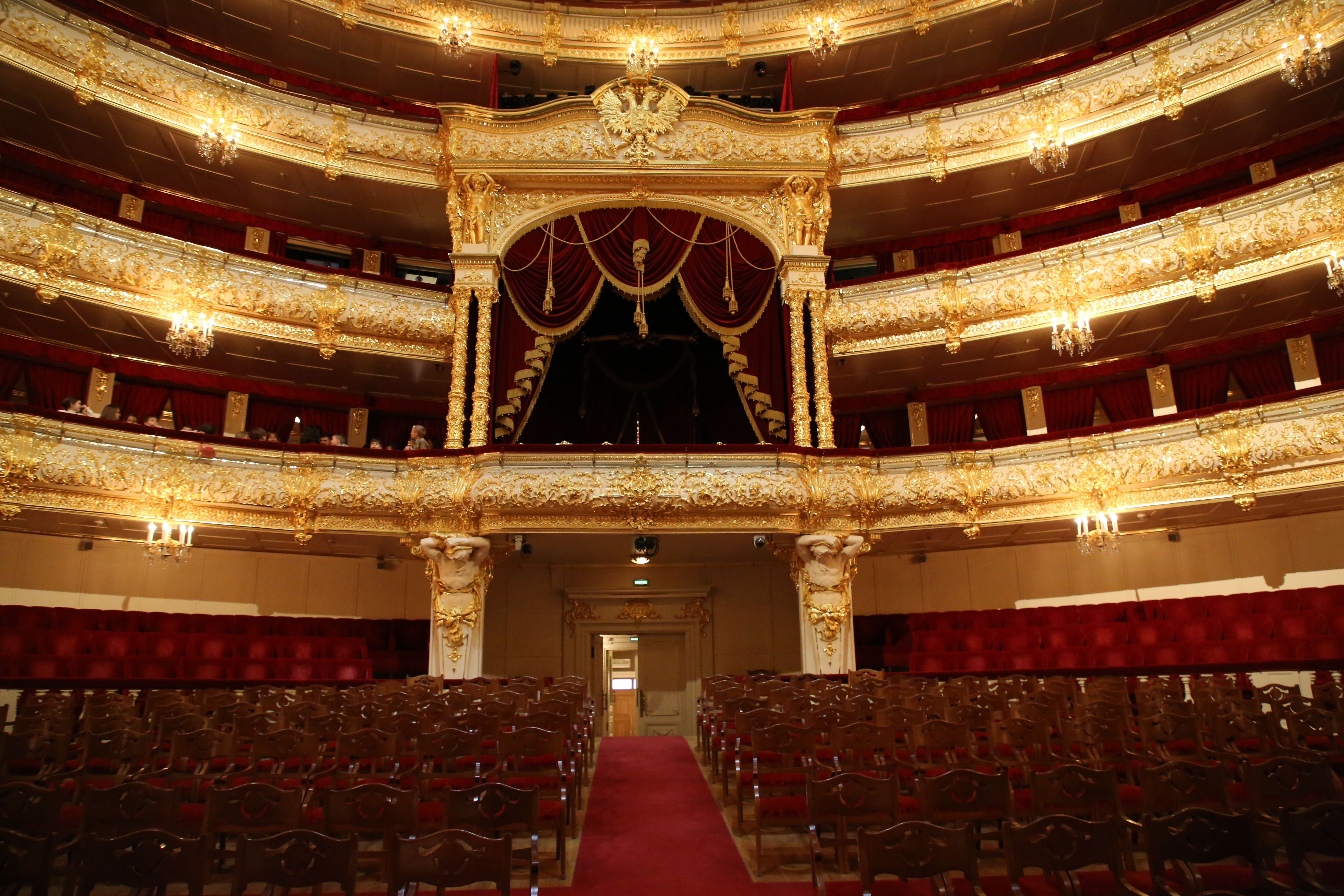
El palco imperial tras la restauración de 2005-2011

La compañía fue fundada en 1776 por el príncipe Piotr Urúsov y el empresario inglés Michael Maddox. Después de tres años de presentarse en un recinto privado, en 1780 Maddox construyó un nuevo teatro en la calle Petrovka (Teatro Petrovsky), donde se mantuvo hasta el incendio que destruyó al edificio en 1805. El edificio actual, construido en 1825 sobre los restos del Petrovsky, y diseñado por el arquitecto Ósip Bové es, después de La Scala, el mayor de Europa.
En aquel tiempo, todos los teatros rusos eran de propiedad imperial. Tanto en Moscú como en San Petersburgo había uno dedicado a la ópera y el ballet, y otro a las comedias y tragedias. Los de ópera eran conocidos como «Gran Teatro» (Bolshói en ruso), y los de drama hablado eran el «Pequeño Teatro» (Maly). Los «Teatros Imperiales», además de los Maly, eran el Bolshói de Moscú («Gran Teatro Imperial de Moscú»), y en San Petersburgo el Bolshói Kámenny Teatr («Gran Teatro de Piedra»), predecesor del actual Mariinski, y el Hermitage, entre otros.
El Bolshói fue inaugurado el 18 de enero de 1825 con la representación del ballet de Fernando Sor, Cenicienta. En un principio, era un foro exclusivo para el arte ruso; las óperas presentadas servían como contrapeso a la fuerte influencia italiana del siglo XIX. Entre los compositores predilectos estaba Mijaíl Glinka y, actualmente, todas las temporadas comienzan precisamente con una ópera de Glinka. A partir de 1840 comenzaron a introducirse obras de compositores extranjeros. 
Un incendio en 1853 causó grandes daños. El arquitecto italiano Alberto Cavos (hijo de un compositor de ballets, muy conocido en Rusia, Catterino Cavos) llevó a cabo la reconstrucción, que culminó con la reapertura en 1856.
Desde sus inicios, el Bolshoi ha estado asociado al ballet. El lago de los cisnes, de Chaikovski, se estrenó en el teatro el 4 de marzo de 1877.
Tras la revolución rusa, el teatro fue rebautizado como Teatro Estatal Académico Bolshói, nombre oficial que conserva. El edificio resultó dañado en la Segunda Guerra Mundial, pero fue rápidamente reconstruido.
El teatro fue cerrado en 2005 para acometer una ambiciosa restauración y rehabilitación, la más grande de las muchas que ha sufrido en su historia. Una vez iniciada, los técnicos descubrieron que la inestabilidad del edificio era mayor de lo esperado, lo que retrasó y encareció considerablemente el proceso (finalmente unos 500 millones de euros). La reinauguración, inicialmente prevista para 2009, tuvo que ser pospuesta varias veces. Los trabajos intentaron recuperar la acústica original de la sala, que se había perdido en gran medida debido a las sucesivas reformas durante la era soviética. Se restableció la decoración original de la reconstrucción de 1856, incluyendo trabajos de artesanía especializados. La capacidad de la sala se redujo a 1740, en lugar de las 2100 que llegó a tener en la etapa soviética, en la que el auditorio se utilizó en algunas ocasiones para actos políticos del Partido Comunista. La hoz y el martillo soviéticos colgados durante décadas sobre la fachada principal, así como sobre el antiguo palco imperial, han sido reemplazados por el águila bicéfala del escudo original de armas de Rusia.
La reapertura se celebró el 28 de octubre de 2011, con una función de gala. La nueva temporada comenzó el 2 de noviembre con una polémica nueva producción de Ruslán y Liudmila, de Glinka.
Durante la reconstrucción, la actividad de la compañía del Bolshói continuó en el Nuevo escenario, habilitado en un edificio aledaño, o en el teatro del Palacio del Kremlin.

## Orquesta
El director musical y director titular Vasili Sinaiski dimitió abruptamente a principios de diciembre de 2013, tras un mandato de 41 meses, alegando la necesidad de evitar conflictos. El director general Vladimir Urin aceptó su dimisión y eligió a Tugán Sójiev como sustituto. El contrato de Sójiev, de cuatro años de duración, se liquidó el 20 de enero de 2014 y entró en vigor inmediatamente. Sójiev dejó su cargo debido a la invasión rusa de Ucrania en 2022. En diciembre de 2023, Valeri Guérguiyev fue nombrado director artístico de la compañía, con efecto inmediato, con un contrato inicial de 5 años.

### Directores musicales
- Samuil Samosud (1936–1942)
- Ariy Pazovsky (1943–1948)
- Nikolai Golovanov (1948 –1953)
- Aleksandr Mélik-Pasháyev (1953–1963)
- Yevgeny Svetlanov (1963–1965)
- Gennady Rozhdestvensky (1965–1970)
- Yuri Simonov (1970–1985)
- Aleksander Lázarev (1987–1995)
- Peter Feranec (1995–1998)
- Mark Ermler (1998–2000)
- Gennady Rozhdestvensky (2000–2001)
- Alexander Vedernikov (2001–2009)[13]
- Leonid Desyatnikov (2009–2010)
- Vasili Sinaiski (2010–2013)[14]
- Tugan Sokhiev (2014–2022)
- Valery Gergiev (2023–presente)

## Controversias
- El coste de la reconstrucción y renovación ascendió a 1.100 millones de dólares,[6] dieciséis veces más de lo estimado inicialmente. En 2009, los fiscales alegaron que el contratista principal había cobrado tres veces más por el mismo trabajo.[2]
- Anastasia Volochkova, ex primera bailarina del Bolshói, ha declarado que ve el teatro "como un gran burdel" porque, según ella, las bailarinas son invitadas a fiestas por los administradores del teatro y se les niegan papeles si no aceptan.[2][6]
- El 17 de enero de 2013, Sergei Filin, director de ballet del Bolshói, fue atacado con ácido sulfúrico y, como consecuencia, perdió gran parte de la vista.[15] Más tarde, un bailarín fue acusado del crimen.
- En el ámbito de la taquilla, un conocedor del teatro declaró a la publicación alemana Der Spiegel que algunas entradas suelen venderse a traficantes mafiosos, que a su vez las venden en el mercado negro por el doble de su valor nominal.[6]
- La calidad de la interpretación ha sido criticada por el antiguo director musical Aleksandr Vedérnikov (2001-2009). Ha afirmado que el Teatro Bolshói anteponía "los intereses burocráticos a los artísticos".[2]
- El 8 de julio de 2017, tres días antes del espectáculo, el Teatro Bolshói suspendió el estreno de un ballet sobre el legendario bailarín Rudolf Nureyev. El director general, Vladimir Urin, alegó que se debía a la mala calidad de la danza, pero la bailarina principal, Maria Alexandrova, afirmó que era el primer signo de una "nueva era" de censura.[16] Era la primera vez que se suspendía un espectáculo de esta manera desde el colapso de la Unión Soviética (donde persistía este tipo de censura), lo que desató rumores sobre la motivación que había detrás.[17]

## Galería de imágenes

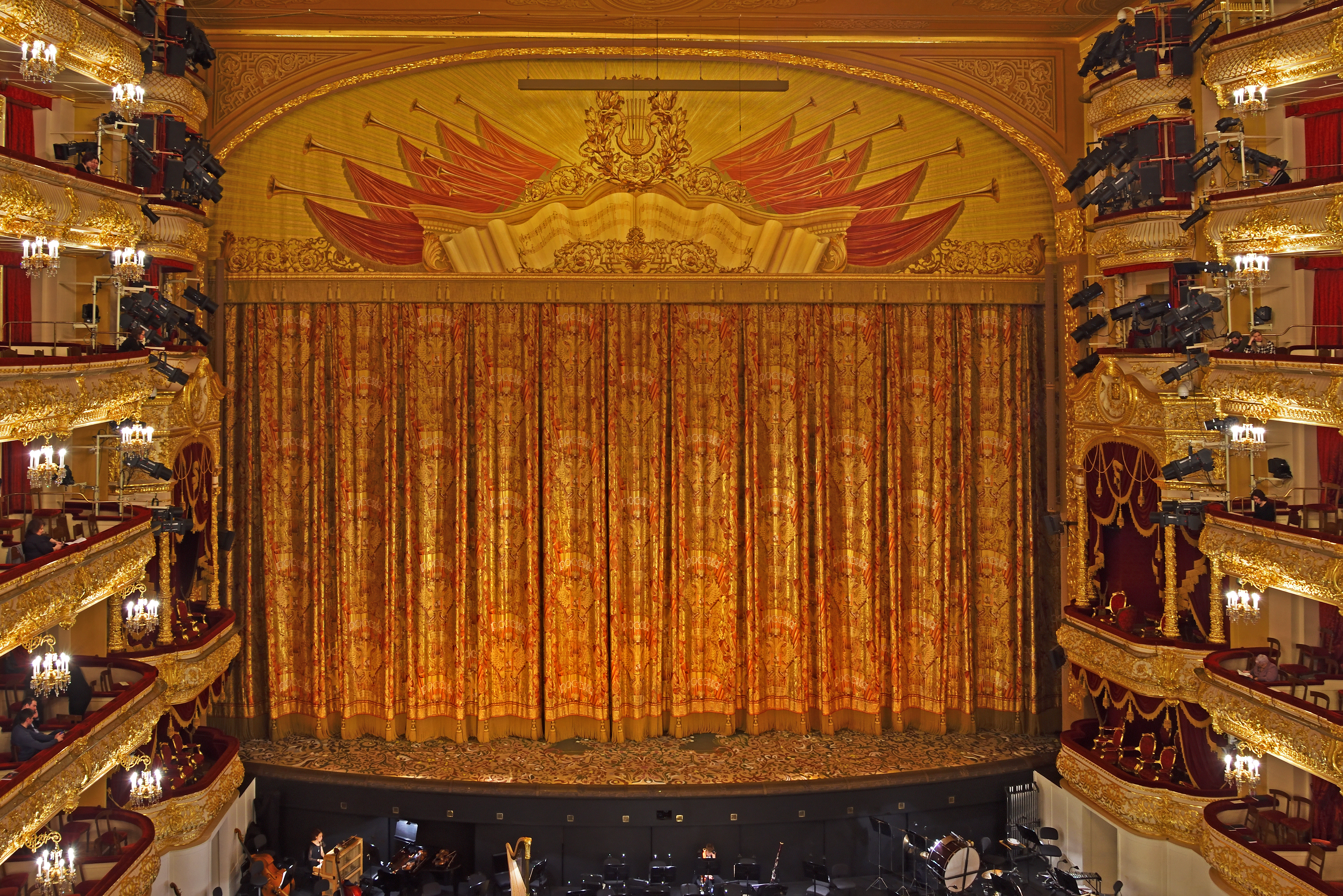
El telón tras la última restauración.
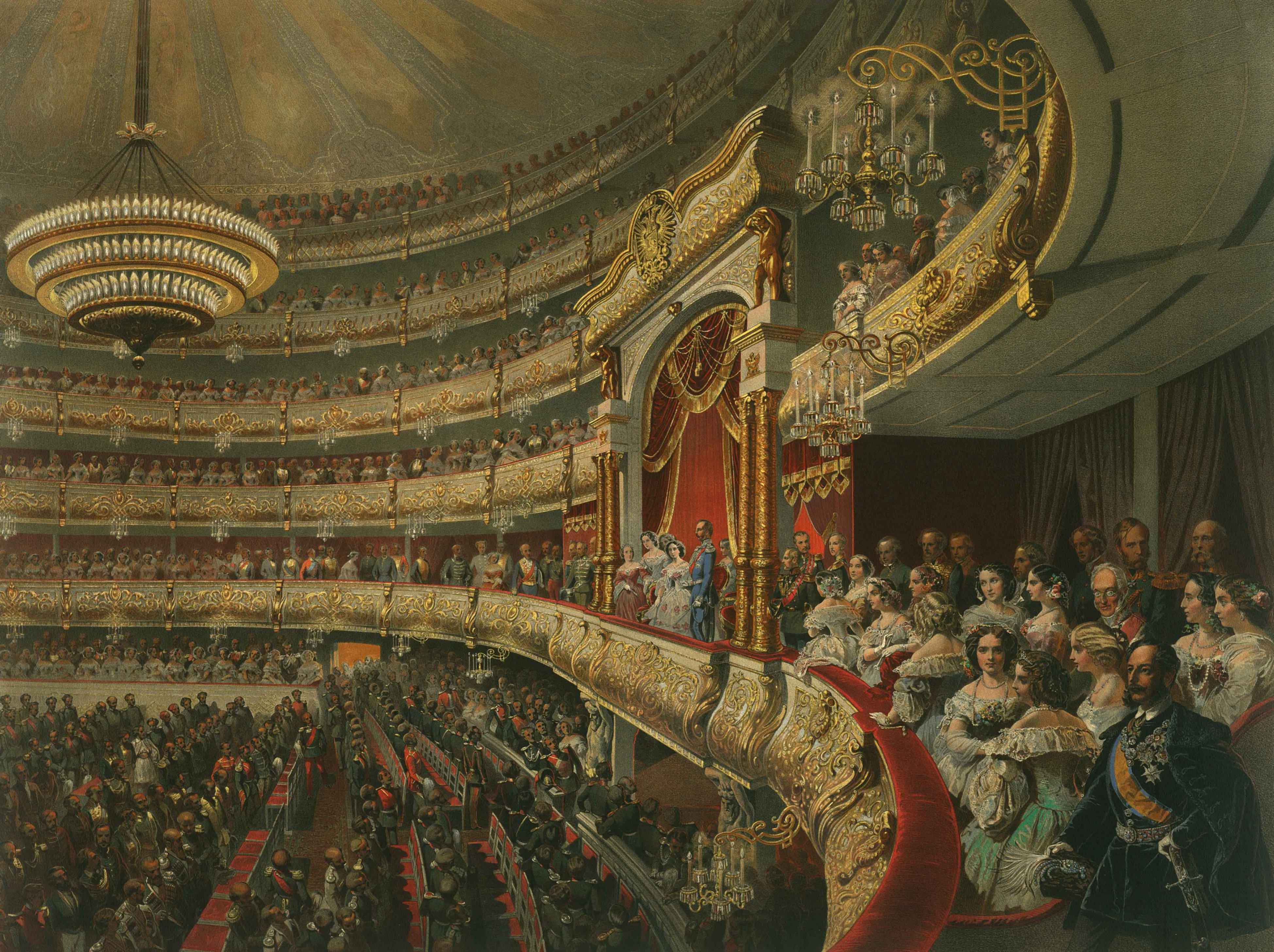
Actuación en el Teatro Bolshói (1856).
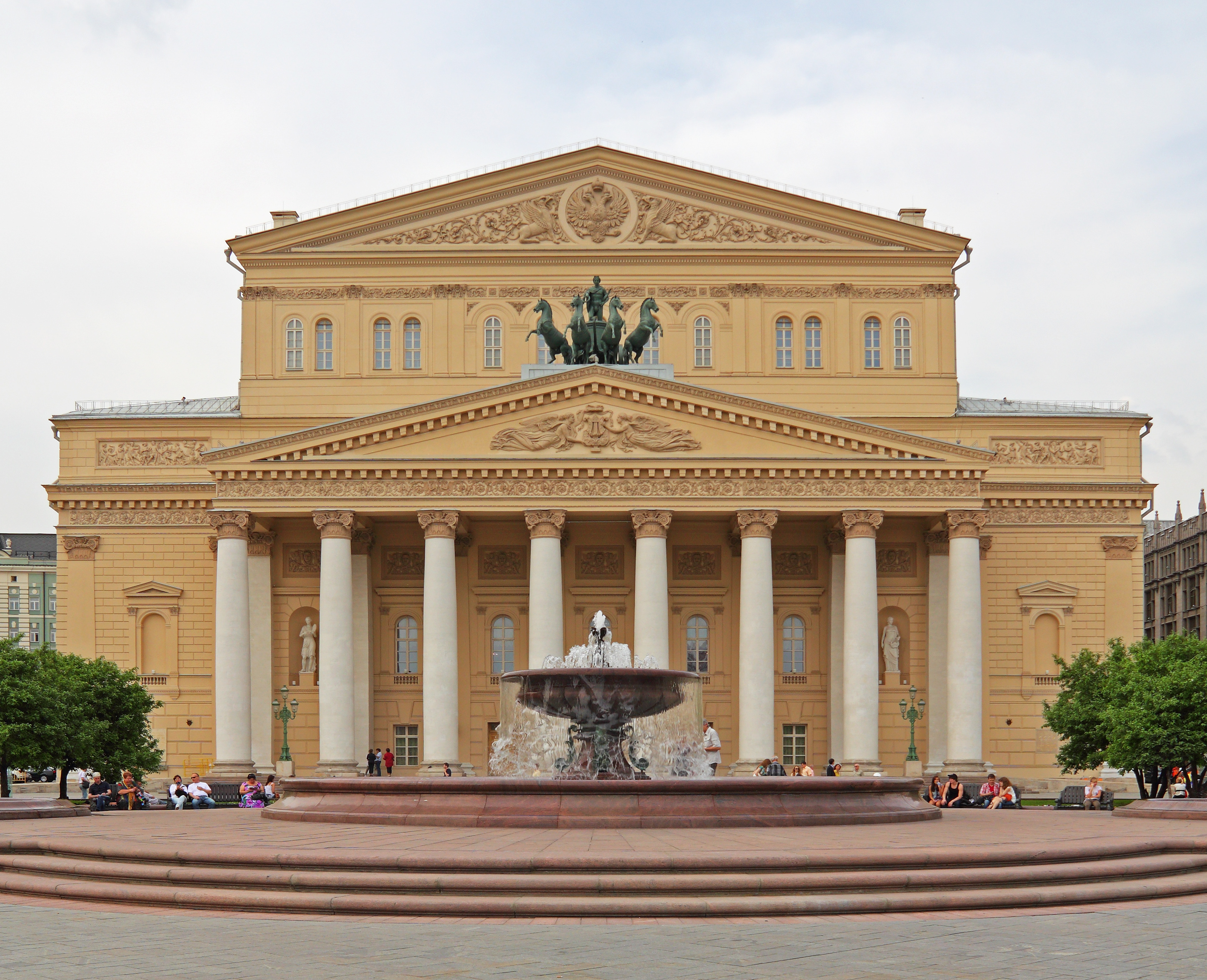
Fachada principal tras la restauración (2012).
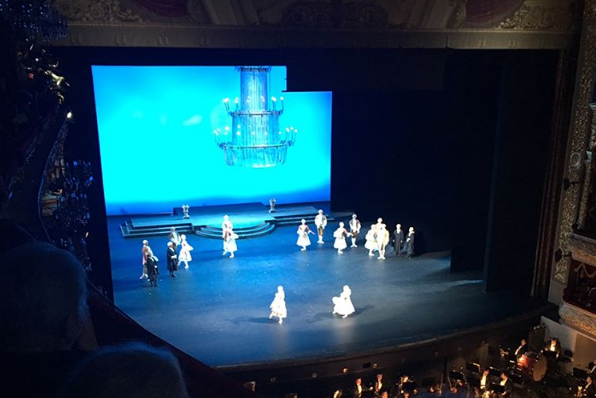
Escena teatral.